# Drew Butera
Andrew Edward Butera (né le 9 août 1983 à Evansville, Indiana, États-Unis) est un receveur de la Ligue majeure de baseball.
Son père est Sal Butera, joueur de Ligue majeure de 1980 à 1988.

## Carrière
Après des études secondaires à la Bishop Moore High School d'Orlando (Floride), Drew Butera est repêché en juin 2002 par les Blue Jays de Toronto au 48e tour de sélection. Il repousse l'offre et suit des études supérieures à l'University of Central Florida où il porte les couleurs des UCF Knights de 2003 à 2005.  
Butera rejoint les rangs professionnels à l'issue du repêchage amateur du 7 juin 2005 par les Mets de New York au cinquième tour de sélection. Il perçoit un bonus de 175 000 dollars à la signature de son premier contrat professionnel le 9 juin 2005. 
Encore joueur de ligues mineures, il est transféré chez les Twins du Minnesota le 30 juillet 2007 à l'occasion d'un échange avec Dustin Martin en retour de Luis Castillo. 
Butera est choisi comme receveur substitut à Joe Mauer après le camp d'entraînement des Twins au printemps 2010. Il fait ses débuts en Ligue majeure le 9 avril 2010 avec les Twins.
Le 3 mai 2011, il est le receveur de Francisco Liriano dans le match sans point ni coup sûr de ce dernier.
Le 31 juillet 2013, Minnesota le transfère aux Dodgers de Los Angeles. Après deux matchs joués chez les Twins et quatre chez les Dodgers en 2013, Butera en dispute 61 pour ces derniers en 2014, frappant 3 circuits. Le 9 décembre 2014, les Dodgers le transfèrent aux Angels de Los Angeles contre le voltigeur et deuxième but des ligues mineures Matt Long. Après 10 matchs des Angels, il est échangé le 7 mai 2015 aux Royals de Kansas City en retour de Ryan Jackson, un joueur de champ intérieur.
Après avoir terminé la saison 2015 comme substitut de Salvador Pérez chez les Royals, Butera joue pour la première fois en séries éliminatoires. Il obtient deux passages au bâton, dont un dans la Série mondiale 2015 gagnée par les Royals pour le titre ultime.

## Statistiques
| Saison | Équipe    | G  | AB  | R  | H  | 2B | 3B | HR | RBI | SB | BA   |
| ------ | --------- | -- | --- | -- | -- | -- | -- | -- | --- | -- | ---- |
| 2010   | Minnesota | 49 | 142 | 12 | 28 | 6  | 1  | 2  | 13  | 0  | .197 |
| Totaux | Totaux    | 49 | 142 | 12 | 28 | 6  | 1  | 2  | 13  | 0  | .197 |

Note : G = Matches joués ; AB = Passages au bâton; R = Points ; H = Coups sûrs ; 2B = Doubles ; 3B = Triples ; 
HR = Coup de circuit ; RBI = Points produits ; SB = Buts volés ; BA = Moyenne au bâton.